# Шелєпін Олександр Миколайович
Олександр Миколайович Шелепін (рос. Шелепин Александр Николаевич; 18 серпня 1918 , Воронеж, Воронезька губернія, Російська СФРР  — 24 жовтня 1994 , Москва ) — радянський державний діяч. Голова КДБ СРСР (1958–1961). Депутат Верховної ради СРСР 4—8-го скликань. Член ЦК КПРС у 1952—1975 роках. Член Президії (Політбюро) ЦК КПРС з 16 листопада 1964 по 16 квітня 1975 року.

## Біографія

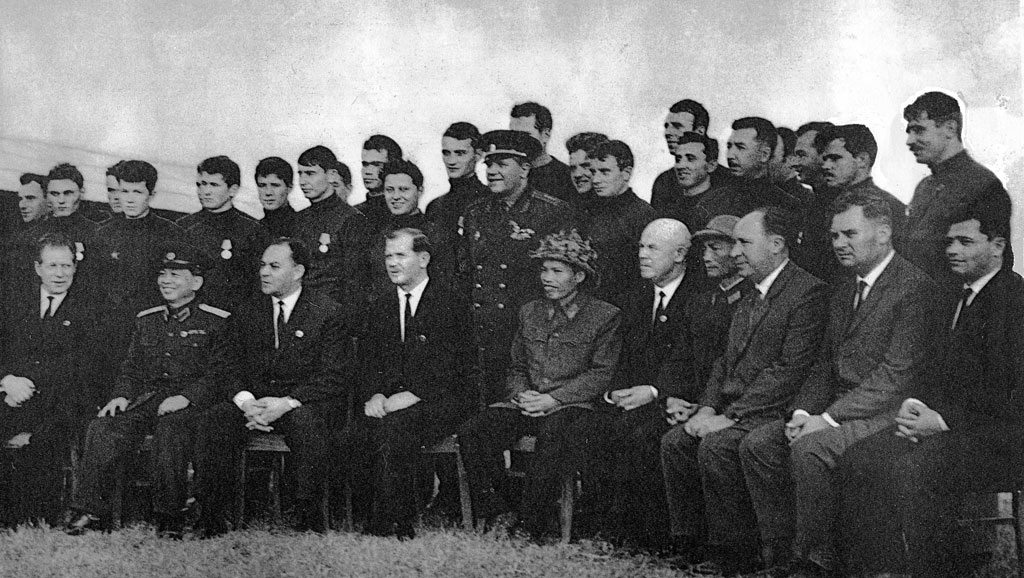
Сидить третій зліва — член політбюро ЦК КПРС, секретар ЦК КПРС, голова ВЦРПС Олександр Шелєпін. Ханой, 1966.

Народився у Воронежі в родині залізничного службовця.
У 1936—1941 році навчався в Московському інституті історії, філософії і літератури ім. М. Г. Чернишевського (не закінчив).
З 1939 р. також на комсомольській роботі. Член ВКП(б) з 1940 року.
У 1939—1940 рр. служив у лавах Червоної Армії. У фінську війну був комісаром ескадрону, у Другу світову війну на фронті не був: займався відправкою комсомольців на диверсійні завдання в тилу ворога (зокрема Зої Космодем'янської). З 1943 року секретар ЦК ВЛКСМ, з 1946 року другий секретар. У 1952—1958 рр. 1-й секретар ЦК ВЛКСМ.
Михайло Сергійович Восленський розповідав, як він чисто випадково став свідком «шелепінської зоряної години».
|  | Він був у справах в кабінеті у першого секретаря ЦК ВЛКСМ Н. А. Михайлова, коли тому подзвонив Сталін і, довідавшись, хто відшукав Зою Космодем'янську, сказав: «Це — добрий працівник. Зверни на нього увагу». У ту хвилину і почалося неспинне піднесення Олександра Шелепіна. |

У 1958 році був призначений завідувачем відділу ЦК КПРС (у ЦК ВЛКСМ його змінив Володимир Семичасний).
У 1958 році був висунутий М. С. Хрущовим на посаду голови КДБ СРСР, яку займав з 25 грудня 1958 р. до 14 листопада 1961 р. Офіційним завданням Шелепіна на цій посаді від М. С. Хрущова було зробити «перебудову КДБ відповідно до директив XX з'їзду партії». Шелепін сприяв направленню О. М. Яковлєва на стажування в Колумбійський університет.
3 березня 1959 року в цілком таємній доповідній записці «нр. Н-632-Ш» на ім'я Хрущова запропонував знищити 21 857 особових справ розстріляних польських громадян. Пропозиція була затверджена і виконана.
З 31 жовтня 1961 по 26 вересня 1967 року — секретар ЦК КПРС.
О. Н. Шелепін входив до групи «шелепинців», керував придушенням виступу робітників Новочеркаська в 1962 р.. Народне хвилювання відбулися на ґрунті гострого браку основних продуктів харчування. Виступ було придушено за допомогою зброї.
Після цього знаходився на посаді голови Комітету партійно-державного контролю ЦК КПРС і Ради міністрів СРСР і заступника голови Ради міністрів СРСР. Брав участь у змові по зміщенню М. С. Хрущова з посади Генерального секретаря ЦК КПРС. Був одним з головних ініціаторів пленуму ЦК КПРС 14 жовтня 1964 року, на якому відбулося зміщення М. С. Хрущова зі всіх постів.
У 1964—1975 рр. член Політбюро ЦК КПРС. У 1967—1975 роках голова ВЦРПС.
Похований на Новодівичому кладовищі в Москві.